# Julian Bethwaite
Pour les articles homonymes, voir Bethwaite.
Julian Bethwaite, né le 14 juillet 1957 à Auckland, est un architecte naval australien.

## Biographie
Julian Bethwaite est né en 1957 à Auckland (Nouvelle-Zélande). C'est le benjamin des 4 enfants de Nell and Frank Bethwaite.
Il est connu pour avoir dessiné les B14, B18, 49er et 29er, quatre dériveurs rapides du type skiff, dans l'ordre : 
- un 14 pieds précurseur et révolutionnaire,
- un 18 pieds australien qui a tout gagné,
- un bateau olympique,
- un bateau pour les championnats du monde ISAF Jeunes qui détrône le fameux 420.

Dorénavant, la famille le 29er se décline en 3 versions :
- le 29erXS pour les minimes en alternative à l'Équipe[pas clair]
- le 29er Standard pour remplacer le 420 au mondial jeune[Quand ?]
- le 29erXX qui espère remplace le 470 aux JO féminins de 2012[1].

Son père, Frank Bethwaite (en), a dessiné le Tasar et le Laser 2.
L'histoire de la famille Bethwaite fait corps avec l'entreprise australienne du même nom.

## Source
- High Performance Sailing Adlard Coles Nautical, Juin 2003